# Оборона
Оборо́на — спосіб ведення бою.
Оборона має на меті відбити наступ більшої кількості (потужності) сил противника, завдати йому максимальних втрат, утримати важливі райони (об'єкти) місцевості й у такий спосіб створити сприятливі умови для переходу в наступ.
Оборона може готуватися завчасно або організовуватися в ході бою, в умовах відсутності зіткнення з противником або безпосереднього зіткнення з ним.
У обороні кожен солдат, уміло використовуючи свою зброю, фортифікаційні споруди та вигідні умови місцевості, здатний знищити велику кількість живої сили противника й успішно вести боротьбу з його танками та іншими броньованими машинами, що наступають.
Взвод (відділення, танк) не має права залишати займаний опорний пункт (позицію) і відходити без наказу командира.